# انحياز للتفاؤل
الانحياز للتفاؤل (المعروف أيضًا باسم التفاؤل غير الواقعي أو المقارن) هو انحياز يجعل الشخص يعتقد أنه أقل عرضة من الآخرين لمواجهة حدث سلبي. وتشترك أربعة عوامل في جعل الفرد منحازًا للتفاؤل وهي: حالته النهائية المرغوبة، وآلياته المعرفية، والمعلومات التي لديه عن نفسه في مقابل الآخرين، والمزاج العام. ويظهر الانحياز التفاؤلي في عدد من المواقف. على سبيل المثال: الأشخاص الذين يعتقدون أنهم أقل عرضة لخطر الوقوع ضحايا لجرائم أو المدخنون الذين يعتقدون أنهم أقل عرضة من الآخرين للإصابة بسرطان الرئة أو مرض آخر أو لاعبو القفز البنجي لأول مرة الذين يعتقدون أنهم أقل عرضة من اللاعبين الآخرين للإصابة أو التجار الذين يعتقدون أنهم أقل عرضة لتكبّد خسائر في الأسواق.
بالرغم من حدوث الانحياز للتفاؤل في كل من الأحداث الإيجابية، مثل اعتقاد المرء بأنه أكثر نجاحًا ماليًا من الآخرين، والأحداث السلبية، مثل الاعتقاد بأنه أقل عرضة للوقوع في مشكلة تعاطي الكحوليات، فإن هناك الكثير من الأبحاث والأدلة التي تدل على أن الانحياز للأحداث السلبية أقوى. ومع ذلك، تنتج عواقب مختلفة عن هذين النوعين من الأحداث: فكثيرًا ما تؤدي الأحداث الإيجابية إلى مشاعر السعادة واحترام الذات، بينما تؤدي الأحداث السلبية إلى عواقب تتضمن المزيد من المخاطر، مثل التورط في سلوكيات محفوفة بالمخاطر وعدم اتخاذ التدابير الوقائية للسلامة.

## قياس الانحياز التفاؤلي
يتم قياس الانحياز التفاؤلي عادةً من خلال عاملين محددين للمخاطر، ألا وهما المخاطر المطلقة؛ حيث يُطلب من الأفراد تقدير احتمالات تعرضهم لحدث سلبي مقارنةً بالاحتمال الفعلي لتعرضهم لحدث سلبي (المقارنة بالذات)، والمخاطر المقارنة؛ حيث يُطلب من الأفراد تقدير احتمالات تعرضهم لحدث سلبي (تقييم مخاطرهم الشخصية) مقارنةً بآخرين في نفس السن والجنس (تقدير مخاطر الهدف). ويمكن أن تحدث المشاكل عند محاولة تقييم المخاطر المطلقة، نظرًا لأن تحديد إحصاءات المخاطر الفعلية لأحد الأفراد أمر بالغ الصعوبة. ولذلك، يتم قياس الانحياز التفاؤلي في المقام الأول من خلال أشكال المخاطر المقارنة؛ حيث يقارن الأفراد أنفسهم بالآخرين، ويكون ذلك عبر مقارنات مباشرة وغير مباشرة. تطرح المقارنات المباشرة تساؤلات حول ما إذا كانت مخاطر تعرض الفرد لحدث سلبي أو إيجابي أو متعادل مقارنةً بمخاطر فرد آخر، بينما تتطلب المقارنات غيرالمباشرة من الأفراد تقديم تقديرات منفصلة عن مخاطر تعرضهم هم أنفسهم لحدث ما ومخاطر تعرض الآخرين لنفس الحدث.
بعد الحصول على درجات التقدير، يستطيع الباحثون استخدام المعلومات التي حصلوا عليها في تحديد ما إذا كان هناك اختلاف في تقييم المعدل المتوسط للمخاطر التي يتعرض لها الفرد مقارنةً بتقييم المعدل المتوسط للمخاطر التي يتعرض لها نظراؤه. وعمومًا في الأحداث السلبية، تبدو المخاطر الرئيسية المعرض لها الفرد أقل من تقييم المخاطر المعرض لها الآخرون. وبعد ذلك، تستخدم هذه المعلومات لإظهار آثار الانحياز. يمكن التعرف على الانحياز التفاؤلي فقط على مستوى المجموعة؛ حيث أنه على مستوى الفرد ربما يكون التقييم الإيجابي صحيحًا. وبالمثل، يمكن أن تظهر الصعوبات في إجراءات القياس، ذلك أنه من الصعب تحديد متى يكون الشخص متفائلًا أو واقعيًا أو متشائمًا. وتشير الأبحاث إلى أن الانحياز ينشأ عن التقييم المبالغ فيه للمخاطر المعرضة لها المجموعة وليس تقييم المخاطر المعرض لها الفرد بأقل من قدرها الحقيقي.

## العوامل
يمكن تصنيف العوامل التي تؤدي إلى التحيز للتفاؤل إلى أربع مجموعات مختلفة: حالات النهاية المرغوبة للحكم المقارن، والآليات المعرفية، والمعلومات حول الذات مقابل الهدف، والتأثير الأساسي. و هذا موضح أكثر بالتفصيل أدناه.

### الآليات المعرفية
قد يتأثر التحيز للتفائل أيضًا بثلاث آليات معرفية توجه الأحكام وعمليات صنع القرار: حدس التمثيلية والتركيز على هدف مفرد والمسافة الشخصية.

#### حدس التمثيلية
تعتمد تقديرات الاحتمالية المرتبطة بالتحيز للتفاؤل على مدى تطابق الحدث مع الفكرة العامة للشخص عن الحدث المحدد. يشير بعض الباحثين إلى أن مجريات حدس التمثيلية هي سبب التحيز للتفاؤل: يميل الأفراد إلى التفكير في فئات نمطية بدلاً من أهدافهم الفعلية عند إجراء المقارنات. على سبيل المثال، عندما يُطلب من السائقين التفكير في حادث سيارة، فمن الأرجح أن يربطوا سائقًا سيئًا، بدلاً من مجرد سائق متوسط. يقارن الأفراد أنفسهم بالعناصر السلبية التي تتبادر إلى الذهن، بدلاً من المقارنة الدقيقة الشاملة بينها وبين سائق آخر. بالإضافة إلى ذلك، عندما طُلب من الأفراد أن يقارنوا أنفسهم بالأصدقاء، فإنهم اختاروا أصدقاء أكثر عرضة للخطر بناءً على الأحداث التي كانوا ينظرون إليها. اختار الأفراد عمومًا صديقًا محددًا استنادًا إلى ما إذا كانوا يشبهون مثالًا معينًا، بدلاً من مجرد صديق عادي. يجد الناس أمثلة ترتبط مباشرة بما يطلب منهم، مما يؤدي إلى استدلال التمثيل.

#### التركيز على هدف مفرد
واحدة من صعوبات التحيز للتفاؤل هو أن الناس يعرفون المزيد عن أنفسهم أكثر من الآخرين. في حين أن الأفراد يعرفون كيفية التفكير في أنفسهم كشخص واحد، إلا أنهم ما زالوا يفكرون في الآخرين كمجموعة معممة، مما يؤدي إلى تقديرات متحيزة وعدم القدرة على فهم هدفهم أو مجموعة المقارنة لديهم بشكل كافٍ. وبالمثل، عند إصدار الأحكام والمقارنات بشأن مخاطرها مقارنةً بالآخرين، يتجاهل الأشخاص عمومًا الشخص العادي، لكنهم يركزون بشكل أساسي على مشاعرهم وتجاربهم الخاصة.

#### المسافة الشخصية
تحدث فروق المخاطر المدركة اعتمادًا على مدى أو بالقرب من الهدف المقارن بالنسبة للفرد الذي يقوم بتقدير المخاطر. كلما زادت المسافة المدركة بين الذات وهدف المقارنة، زاد الفرق الملحوظ في الخطر. عندما يجعل المرء هدف المقارنة أقرب إلى الفرد، تظهر تقديرات المخاطر معًا أكثر مما لو كان هدف المقارنة شخصًا بعيدًا عن المشارك. هناك دعم للمسافة الاجتماعية المدركة في تحديد التحيز للتفاؤل. من خلال النظر في مقارنات الخطر الشخصي والهدف بين المستوى داخل المجموعة، يسهم في تشابهات أكثر إدراكًا مما يحدث عندما يفكر الأفراد في مقارنات المجموعة الخارجية التي تؤدي إلى مزيد من الاختلافات الملحوظة. في إحدى الدراسات، تعامل الباحثون مع السياق الاجتماعي لمجموعة المقارنة، حيث أصدر المشاركون أحكامًا بشأن هدفين للمقارنة المختلفين: الطالب النموذجي في جامعتهم وطالب نموذجي في جامعة أخرى. أظهرت النتائج التي توصلوا إليها أن الأشخاص لا يعملون فقط مع المقارنة الأوثق أولاً، ولكن لديهم أيضًا تصنيفات أقرب لأنفسهم من المجموعة «الأكثر اختلافًا».
لاحظت الدراسات أيضًا أن الأفراد يبدون تحيزًا أكثر تفاؤلاً عند إجراء المقارنات عندما يكون الآخر فردًا غامضًا، ولكن يتم تقليل التحيزات عندما يكون الآخر شخصًا مألوفًا، مثل صديق أو أحد أفراد الأسرة. يتم تحديد هذا أيضًا بسبب المعلومات التي لديهم عن الأفراد الأقرب لهم، ولكن ليس لديهم نفس المعلومات عن الأشخاص الآخرين.

## حالات النهاية المرغوبة للحكم المقارن
تفسيرات كثيرة للتحيز للتفاؤل تأتي من الأهداف التي يريدها الناس والنتائج التي يرغبون في رؤيتها.
```
يميل الناس إلى النظر إلى مخاطرهم على أنها أقل من الآخرين لأنهم يعتقدون أن هذا هو ما يريد الآخرون رؤيته. وتشمل هذه التفسيرات تعزيز الذات، والعرض الذاتي، والسيطرة المتصورة.
```

### تعزيز الذات
يشير تعزيز الذات إلى أن التنبؤات للتفاؤلة مرضية وأنه من الجيد أن نعتقد أن الأحداث الإيجابية ستحدث. يمكن للناس التحكم في قلقهم ومشاعرهم السلبية الأخرى إذا كانوا يعتقدون أنهم في وضع أفضل من الآخرين. يميل الناس إلى التركيز على العثور على المعلومات التي تدعم ما يريدون أن يروا يحدث ، بدلاً من ما سيحدث لهم. فيما يتعلق بالتحيز للتفاؤل، سوف يرى الأفراد الأحداث بشكل أكثر إيجابية، لأن هذا هو ما يريدون أن تكون عليه النتيجة. هذا يشير أيضًا إلى أن الناس قد يقللون من مخاطرهم مقارنة بالآخرين ليجعلوا أنفسهم أفضل من المتوسط: فهم أقل عرضة للخطر من الآخرين، وبالتالي أفضل.

### تقديم الذات
تشير الدراسات إلى أن الناس يحاولون إنشاء والحفاظ على الصورة الشخصية المطلوبة في المواقف الاجتماعية. الناس متحمسون لتقديم أنفسهم تجاه الآخرين بطريقة جيدة، ويشير بعض الباحثين إلى أن التحيز للتفاؤل هو ممثل لعمليات تقديم الذات: الناس يريدون أن يظهروا أكثر ثراءً من الآخرين. ومع ذلك، هذا ليس من خلال الجهد الواعي. في دراسة اعتقد المشاركون فيها أن مهاراتهم في القيادة إما سيتم اختبارها في محاكاة واقعية أو قيادة، فإن الأشخاص الذين يعتقدون أنهم سيخضعون للاختبار لديهم تحيز أقل تفاؤلاً وكانوا أكثر تواضعا في مهاراتهم من الأفراد الذين لن يتم اختبارهم. تشير الدراسات أيضًا إلى أن الأفراد الذين يقدمون أنفسهم في ضوء متشائم وأكثر سلبيًا يكونون عمومًا أقل قبولًا من قِبل بقية المجتمع. هذا قد يسهم في مواقف مفرطة في التفاؤل.

### السيطرة الشخصية / السيطرة الظاهرة
يميل الناس إلى أن يكونوا أكثر انحيازًا للتفاؤل عندما يعتقدون أن لديهم سيطرة أكبر على الأحداث أكثر من الآخرين. على سبيل المثال، من المرجح أن يعتقد الناس أنهم لن يتعرضوا للأذى في حادث سيارة إذا كانوا يقودون السيارة. مثال آخر هو أنه إذا كان شخص ما يعتقد أن لديهم سيطرة كبيرة على الإصابة بفيروس نقص المناعة البشرية، فمن المرجح أن ينظروا إلى خطر إصابتهم بالمرض على أنه منخفض. تشير الدراسات إلى أنه كلما كان هناك تحكم أكبر لدى الشخص، زاد تحيزه للتفاؤل. بناءً على ذلك، تعد السيطرة عاملاً أقوى عندما يتعلق الأمر بتقييم المخاطر الشخصية، ولكن ليس عند تقييم الآخرين.
وجد التحليل البعدي الذي يراجع العلاقة بين التحيز للتفاؤل والسيطرة الظاهرة أن عددًا من المهدئات تساهم في هذه العلاقة. في الأبحاث السابقة، كان لدى المشاركين من الولايات المتحدة عمومًا مستويات أعلى من التحيز للتفاؤل فيما يتعلق بالتحكم المتصوَّر مقارنة بتلك الخاصة بالقوميات الأخرى. كما أظهر الطلاب مستويات أكبر من التحيز للتفاؤل من غير الطلاب. أظهر شكل الدراسة أيضًا اختلافات في العلاقة بين السيطرة الظاهرة والانحياز للتفاؤل: اقترحت طرق القياس المباشرة تحكمًا أكبر وأكثر تحيزًا تفاؤلاً مقارنةً بالتدابير غير المباشرة للتحيز. التحيز للتفاؤل هو الأقوى في الحالات التي يحتاج فيها الفرد إلى الاعتماد بشدة على العمل المباشر ومسؤولية المواقف.
من العوامل المعاكسة للسيطرة المتصورة هو الخبرة السابقة. ترتبط التجربة السابقة عادة بانحياز أقل تفاؤلاً، والذي تشير بعض الدراسات إلى أنه إما من انخفاض في مفهوم التحكم الشخصي، أو يجعل من السهل على الأفراد تخيل أنفسهم في خطر. تشير التجربة السابقة إلى أن الأحداث قد تكون أقل قابلية للتحكم مما كان يعتقد سابقًا.

## معلومات عن النفس مقابل الهدف
الأفراد يعرفون الكثير عن أنفسهم أكثر من الآخرين. نظرًا لأن المعلومات المتعلقة بالآخرين تكون أقل توفرًا، فإن المعلومات المتعلقة بالذات مقابل الآخرين تقود الأشخاص إلى تقديم استنتاجات محددة حول المخاطر الخاصة بهم، ولكنها تؤدي إلى صعوبة في تقديم استنتاجات حول مخاطر الآخرين. هذا يؤدي إلى اختلافات في الأحكام والاستنتاجات حول المخاطر الذاتية مقارنة بمخاطر الآخرين، مما يؤدي إلى ثغرات أكبر في التحيز للتفاؤل.

### التحيز الإيجابي للشخص
انحياز الشخص الإيجابي هو ميل لتقييم الكائن بشكل أكثر إيجابية كلما كان الكائن يشبه الكائن البشري الفردي. بشكل عام، كلما كان هدف المقارنة يشبه شخصًا معينًا، كلما كان مألوفًا أكثر. ومع ذلك، تعتبر مجموعات من الناس مفاهيم أكثر تجريدية، مما يؤدي إلى أحكام أقل تفضيلًا. فيما يتعلق بالتحيز للتفاؤل، عندما يقارن الناس أنفسهم بشخص عادي، سواء كان شخص من نفس الجنس أو العمر، فإن الهدف لا يزال ينظر إليه على أنه أقل إنسانية وأقل تجسيدًا، مما سيؤدي إلى مقارنات أقل تفضيلًا بين الذات والآخرين.

### التفكير الأناني
يشير «التفكير الأناني» إلى كيفية معرفة الأفراد لمزيد من المعلومات الشخصية الخاصة بهم والمخاطر التي يمكنهم استخدامها لتشكيل الأحكام واتخاذ القرارات. إحدى الصعوبات، مع ذلك، هي أن الناس لديهم قدر كبير من المعرفة عن أنفسهم، ولكن ليس لديهم معرفة بالآخرين. لذلك، عند اتخاذ القرارات، يتعين على الناس استخدام المعلومات الأخرى المتاحة لهم، مثل البيانات السكانية، لمعرفة المزيد عن مجموعة المقارنة الخاصة بهم. يمكن أن يرتبط ذلك بانحياز التفاؤل لأنه بينما يستخدم الناس المعلومات المتوفرة لديهم عن أنفسهم، فهم أكثر صعوبة حول المعلومات الأخرى عن الآخرين.
من الممكن أيضًا أن يفلت شخص ما من التفكير الأناني. في إحدى الدراسات، كان لدى الباحثين مجموعة واحدة من المشاركين تسرد جميع العوامل التي أثرت في فرصهم في تجربة مجموعة متنوعة من الأحداث، ثم قامت مجموعة ثانية بقراءة القائمة. أظهر أولئك الذين قرأوا القائمة تحيزًا أقل تفاؤلاً في تقاريرهم. من الممكن أن تزيد المعرفة عن الآخرين وتصوراتهم عن فرصهم في المخاطرة من تقارن مجموعة المقارنة بالمشارك.

### التقليل من شأن سيطرة الشخص العادي
فيما يتعلق بالتفكير الأناني، من الممكن أن يقلل الأفراد من شأن كمية السيطرة التي لدى الشخص العادي. وهذا موضح بطريقتين مختلفتين:
1. يستخف الناس بالسيطرة التي يتمتع بها الآخرون في حياتهم.[11]
2. يتجاهل الناس تمامًا أن الآخرين يسيطرون على نتائجهم.

على سبيل المثال، يعتقد العديد من المدخنين أنهم يتخذون جميع التدابير الوقائية اللازمة حتى لا يصابوا بسرطان الرئة، مثل التدخين مرة واحدة فقط في اليوم، أو استخدام السجائر المفلترة، ويعتقدون أن الآخرين لا يتخذون نفس التدابير الوقائية. ومع ذلك، فمن المحتمل أن العديد من المدخنين الآخرين يفعلون نفس الأشياء ويتخذون نفس الاحتياطات.

### تأثير الكامنة
العامل الأخير في التحيز للتفاؤل هو التأثير الأساسي والتأثير على التجربة. وجدت الأبحاث أن الناس يظهرون تحيزًا أقل تفاؤلاً عند تجربة الحالة المزاجية السلبية، والتحيز الأكثر تفاؤلاً عندما يكونون في مزاج إيجابي. تعكس الحالة المزاجية الحزينة ذكريات أكبر للأحداث السلبية، مما يؤدي إلى المزيد من الجمل السلبية، في حين أن المزاج الإيجابي يعزز الذكريات السعيدة والمشاعر الإيجابية. هذا يشير إلى أن المزاج السلبي العام، بما في ذلك الاكتئاب، يؤدي إلى زيادة تقديرات المخاطر الشخصية ولكن التحيز أقل تفاؤلاً بشكل عام يؤدي القلق أيضًا إلى تحيز أقل تفاؤلاً، مع الاستمرار في الإشارة إلى أن التجارب الإيجابية الشاملة والمواقف الإيجابية تؤدي إلى تحيز أكثر تفاؤلاً في الأحداث.